# Drahtesel (Organisation)
Der Drahtesel (von 2005 bis 2014 Gump- & Drahtesel) ist eine Schweizer Non-Profit-Organisation mit Sitz im Berner Liebefeld, welche im Bereich der beruflichen Integration tätig ist. Seit 1993 begleitet das Projekt Menschen auf dem Weg in den ersten Arbeitsmarkt. Dafür werden erwerbslosen Menschen befristete Arbeitsplätze sowie Coaching-, Bewerbungs- und Bildungsangebote zur Verfügung gestellt.  Gründer ist Paolo Richter, welcher für sein Engagement Preise erhalten hat. Der Drahtesel wird von Sinnovativ, der Stiftung für soziale Innovation getragen.

## Organisation
Die hohe Arbeitslosenquote 1993 brachte Paolo Richter auf die Idee, ein Arbeitsintegrationsprojekt auf die Beine zu stellen. Im Unterschied zu herkömmlichen Beschäftigungsprogrammen verwirklicht der Drahtesel einen neuartigen Ansatz, indem er zum einen die Integration Erwerbsloser mit Entwicklungszusammenarbeit und ökologischen Aufgaben verbindet und zum andern sinnstiftende Arbeitseinsätze mit professionellem Coaching verknüpft. Bei der Gründung bestand der Drahtesel aus einer Velorecycling-Werkstatt, in welcher Erwerbslose ausgediente Schweizer Velos für den Export nach Afrika aufbereiteten. Schon bald verliess der erste Container voller Recycling-Velos die Werkstatt Richtung Ghana. Das Velorecycling für Afrika ist später zu einer eigenständigen Organisation namens Velafrica weiterentwickelt worden.
Bis heute engagiert sich der Drahtesel als soziales Unternehmen in der beruflichen Integration. Unter dem Namen Dreigänger führt der Drahtesel zudem einen Laden und ein Restaurant und organisiert kulturelle Anlässe.
Der Drahtesel ist eines von drei Unternehmen, die von Sinnovativ, der Stiftung für soziale Innovation, getragen werden. Weitere Unternehmen von Sinnovativ sind die Wege Weierbühl und Velafrica. Der Name des Unternehmens hat sich im Laufe der Zeit verändert: Nach dem Zusammenschluss mit der Spielzeugrecycling-Werkstatt “Gumpesel” hiess das Unternehmen von 2005 bis 2014 “Gump- & Drahtesel”.

## Tätigkeit
Primäres Ziel des Drahtesels ist die möglichst rasche und nachhaltige Integration von erwerbslosen Menschen in den ersten Arbeitsmarkt. Hierzu stellt der Drahtesel erwerbslosen Frauen und Männern einen befristeten Arbeitsplatz sowie Coaching- und Bildungsangebote zur Verfügung. Damit eröffnen sich ihnen neue Chancen und Perspektiven auf dem Arbeitsmarkt. Ausbildungsplätze runden das Angebot ab.
Was im Gründungsjahr 1993 mit vier Arbeitsplätzen begann, umfasste im 2018 155 Arbeits- und Ausbildungsplätze mit jährlich rund 900 Teilnehmenden. Sie werden von Institutionen wie dem Sozialdienst, dem RAV, der IV oder der Jugendinstitutionen zugewiesen. Der Drahtesel bietet Jugendlichen individuell begleitete und gestützte Ausbildungen an. Diese Berufsausbildungen richten sich an Menschen, die aufgrund ihrer momentanen Lebenssituation eingeschränkte Chancen haben, im ersten Arbeitsmarkt eine Lehrstelle zu finden. So bietet der Drahtesel Ausbildungen für Menschen mit psychischen und/oder physischen Beeinträchtigungen oder einer Lernschwäche an.

## Auszeichnungen
Der Drahtesel und sein Gründer Paolo Richter wurden mit zahlreichen Preisen für ihr Engagement geehrt. Für ihr Schaffen sind sie 2002 mit dem Nord-Süd-Preis des Romero-Hauses und 2007 mit dem Sozialpreis der Bürgi-Willert-Stiftung ausgezeichnet worden. Paolo Richter erhielt 2009 von der Schwab Foundation die Auszeichnung «Swiss Social Entrepreneur of the Year» und ist 2015 von Ashoka als «Swiss Changemaker» anerkannt worden. 2016 wurde Velafrica von Swiss Re als Charity of the Year gewählt und für sein innovatives Modell zur Förderung von sozialen Unternehmen in Afrika mit dem Seif-Label ausgezeichnet. Im Jahr 2017 zeichnet die Drosos Stiftung Velafrica für innovative Arbeitsintegration von Personen aus dem Migrationsbereich und jungen Erwachsenen aus und 2019 wurde dem «Dreigänger» für sein Engagement für die Lernenden der Prix Lions 2019 verliehen.